# Rhegion
Rhegion (in greco antico: Ῥήγιoν?, Rhéghion) è l'antico nome della colonia greca di Reggio Calabria.
Sul sito di Rhegion sorgeva dal III millennio a.C. un insediamento occupato da popolazioni autoctone quali gli Ausoni, gli Itali governati da Re Italo (da cui il nome di Italia successivamente esteso alla penisola) e dal mitico re Giocasto (la cui tomba sorgeva sul promontorio di Punta Calamizzi -Pallàntion, punto d'approdo dei coloni greci).
Nell'VIII secolo a.C. i Calcidesi che si erano stabiliti a Zancle (Messina) fondarono una colonia greca mantenendo il preesistente nome di Rhegion, già noto come Erythrà (Ερυθρά, "La Rossa").
Rhegion fu una tra le più importanti città della Magna Grecia raggiungendo nel V secolo a.C. una notevole importanza politica ed economica sotto il governo di Anassila. La polis raggiunse dunque un grande prestigio artistico-culturale grazie alla sua scuola filosofica pitagorica ed alle sue scuole di scultura e di poesia nelle quali si formeranno artisti come Pitagora da Reggio, Ibico e Learco, a cui ha dato i natali.
Divenne quindi alleata di Atene nella guerra del Peloponneso e successivamente fu espugnata dai Siracusani di Dionigi I nel 387 a.C.
Città autonoma nelle istituzioni governative, Rhegium fu importante alleata e socia navalis di Roma. Successivamente in età imperiale divenne uno dei più importanti e floridi centri dell'Italia meridionale, essendo tra l'altro sede del governatore della Regio III Lucania et Bruttii (Regione di Lucania e Bruzio).